# Roger Norman

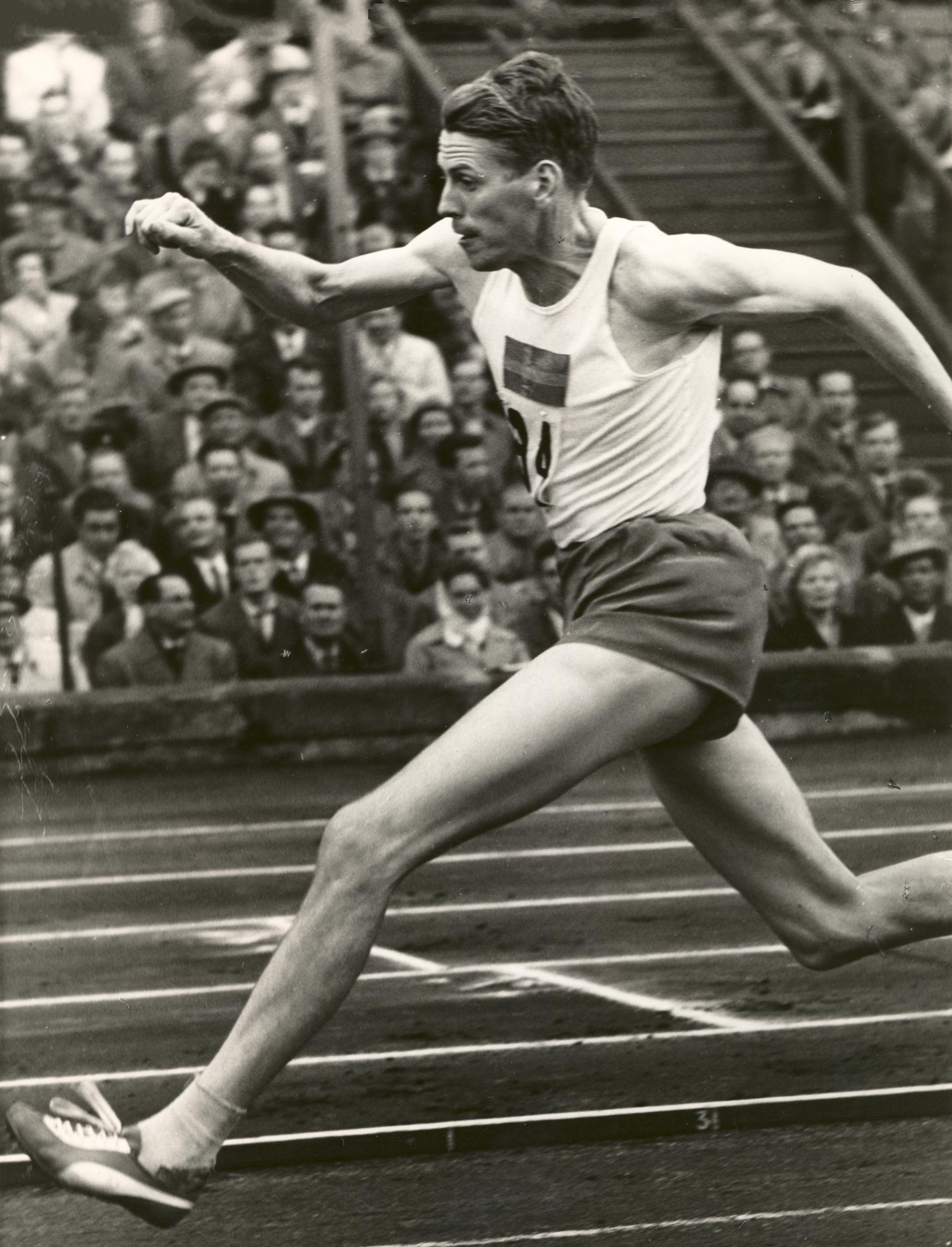
Roger Norman in den 1950er Jahren

Roger Norman (Roger Karl Evald Norman; * 2. August 1928 in Västerås; † 29. November 1995 ebd.) war ein schwedischer Dreispringer.
1952 wurde er Achter bei den Olympischen Spielen in Helsinki. Bei den Leichtathletik-Europameisterschaften gewann er 1954 in Basel Silber und wurde 1958 in Stockholm Elfter.
Von 1952 bis 1958 wurde er siebenmal in Folge Schwedischer Meister. Seine persönliche Bestleistung von 15,41 m stellte er am 31. August 1958 in Stockholm auf.